# Daniel-André Tande
Daniel-André Tande (Narvik, 24 gennaio 1994) è un saltatore con gli sci norvegese.

## Biografia
Tande, attivo in gare FIS dal dicembre 2009, in Coppa Continentale ha debuttato il 17 febbraio 2012 a Oslo (20º), ha colto il primo podio il 28 dicembre 2013 a Engelberg (2º) e la prima vittoria il 28 febbraio 2015 a Titisee-Neustadt.
In Coppa del Mondo ha esordito l'11 gennaio 2014 a Tauplitz/Bad Mitterndorf (31º) e ha conquistato la prima vittoria, nonché primo podio, il 22 novembre 2015 a Klingenthal. Ai Mondiali di volo di Tauplitz 2016 ha vinto la medaglia d'oro nella gara a squadre; l'anno dopo ai Mondiali di Lahti 2017, suo esordio iridato, ha vinto la medaglia d'argento nelle gare a squadre dal trampolino lungo e si è classificato 15º nel trampolino normale, 10º nel trampolino lungo e 5º nella gara a squadre mista dal trampolino normale.
Ai Mondiali di volo di Oberstdorf 2018 ha vinto la medaglia d'oro sia nella gara individuale sia nella gara a squadre. Ha rappresentato la Norvegia ai XXIII Giochi olimpici invernali di Pyeongchang 2018, dove ha vinto la medaglia d'oro nella gara a squadre e si è classificato 6º nel trampolino normale e 4º nel trampolino lungo. Ai Mondiali di volo di Planica 2020 ha vinto la medaglia d'oro nella gara a squadre e si è classificato 13º nella gara individuale, mentre ai Mondiali di Oberstdorf 2021 si è classificato 9º nel trampolino normale, 12º nel trampolino lungo e 6º nella gara a squadre. Ai XXIV Giochi olimpici invernali di Pechino 2022 si è piazzato 31º nel trampolino lungo e 4º nella gara a squadre; ai successivi Mondiali di volo di Vikersund 2022 ha vinto la medaglia di bronzo nella gara a squadre ed è stato 20º in quella individuale e quelli di Tauplitz 2024 si è classificato 22º nella gara individuale e 4º in quella a squadre.

## Palmarès

### Olimpiadi
- 1 medaglia:
  - 1 oro (gara a squadre a Pyeongchang 2018)

### Mondiali
- 1 medaglia:
  - 1 argento (gara a squadre dal trampolino lungo a Lahti 2017)

### Mondiali di volo
- 5 medaglie:
  - 4 ori (gara a squadre a Tauplitz 2016; gara individuale, gara a squadre a Oberstdorf 2018; gara a squadre a Planica 2020)
  - 1 bronzo (gara a squadre a Vikersund 2022)

### Mondiali juniores
- 1 medaglia:
  - 1 bronzo (gara a squadre a Val di Fiemme 2014)

### Coppa del Mondo
- Miglior piazzamento in classifica generale: 3º nel 2017 e nel 2018
- 47 podi (27 individuali, 20 a squadre):
  - 21 vittorie (8 individuali, 13 a squadre)
  - 16 secondi posti (12 individuali, 4 a squadre)
  - 10 terzi posti (7 individuali, 3 a squadre)

#### Coppa del Mondo - vittorie
| Data             | Località               | Nazione   | Trampolino                                                                            |
| ---------------- | ---------------------- | --------- | ------------------------------------------------------------------------------------- |
| 22 novembre 2015 | Klingenthal            | Germania  | Vogtland Arena HS140                                                                  |
| 23 gennaio 2016  | Zakopane               | Polonia   | Wielka Krokiew HS134 (con Anders Fannemel, Andreas Stjernen e Kenneth Gangnes)        |
| 22 febbraio 2016 | Kuopio                 | Finlandia | Puijo HS127 (con Kenneth Gangnes, Anders Fannemel e Johann André Forfang)             |
| 19 marzo 2016    | Planica                | Slovenia  | Letalnica HS225 (con Anders Fannemel, Kenneth Gangnes e Johann André Forfang)         |
| 1 gennaio 2017   | Garmisch-Partenkirchen | Germania  | Große Olympiaschanze HS140                                                            |
| 4 gennaio 2017   | Innsbruck              | Austria   | Bergisel HS130                                                                        |
| 18 marzo 2017    | Vikersund              | Norvegia  | Vikersundbakken HS225 (con Robert Johansson, Johann André Forfang e Andreas Stjernen) |
| 18 novembre 2017 | Wisła                  | Polonia   | Malinka HS134 (con Johann André Forfang, Anders Fannemel e Robert Johansson)          |
| 25 novembre 2017 | Kuusamo                | Finlandia | Rukatunturi HS142 (con Robert Johansson, Anders Fannemel e Johann André Forfang)      |
| 9 dicembre 2017  | Titisee-Neustadt       | Germania  | Hochfirst HS142 (con Robert Johansson, Anders Fannemel e Johann André Forfang)        |
| 3 febbraio 2018  | Willingen              | Germania  | Mühlenkopf HS145                                                                      |
| 10 marzo 2018    | Oslo Holmenkollen      | Norvegia  | Holmenkollen HS134 (con Andreas Stjernen, Johann André Forfang e Robert Johansson)    |
| 11 marzo 2018    | Oslo Holmenkollen      | Norvegia  | Holmenkollen HS134                                                                    |
| 17 marzo 2018    | Vikersund              | Norvegia  | Vikersundbakken HS225 (con Johann André Forfang, Andreas Stjernen e Robert Johansson) |
| 24 marzo 2018    | Planica                | Slovenia  | Letalnica HS240 (con Andreas Stjernen, Robert Johansson e Johann André Forfang)       |
| 24 novembre 2019 | Wisła                  | Polonia   | Malinka HS134                                                                         |
| 30 novembre 2019 | Kuusamo                | Finlandia | Rukatunturi HS142                                                                     |
| 7 marzo 2020     | Oslo Holmenkollen      | Norvegia  | Holmenkollen HS134 (con Johann André Forfang, Robert Johansson e Marius Lindvik)      |
| 23 gennaio 2021  | Lahti                  | Finlandia | Salpausselkä HS130 (con Marius Lindvik, Robert Johansson e Halvor Egner Granerud)     |
| 20 febbraio 2021 | Râșnov                 | Romania   | Valea Cărbunării HS97 (con Maren Lundby, Silje Opseth e Halvor Egner Granerud)        |
| 6 marzo 2022     | Oslo Holmenkollen      | Norvegia  | Holmenkollen HS134                                                                    |

#### Torneo dei quattro trampolini
- 4 podi di tappa[2]:
  - 2 vittorie
  - 1 secondo posto
  - 1 terzo posto

### Coppa Continentale
- Miglior piazzamento in classifica generale: 20º nel 2016
- 10 podi:
  - 6 vittorie
  - 1 secondo posto
  - 3 terzi posti

#### Coppa Continentale - vittorie
| Data              | Località         | Nazione  | Trampolino              |
| ----------------- | ---------------- | -------- | ----------------------- |
| 28 febbraio 2015  | Titisee-Neustadt | Germania | Hochfirst HS142         |
| 8 marzo 2015      | Seefeld in Tirol | Austria  | Toni Seelos HS109       |
| 12 settembre 2015 | Stams            | Austria  | Brunnentalschanze HS115 |
| 13 settembre 2015 | Stams            | Austria  | Brunnentalschanze HS115 |
| 20 settembre 2015 | Oslo             | Norvegia | Midtstubakken HS106     |
| 3 ottobre 2015    | Klingenthal      | Germania | Vogtland Arena HS140    |